# Mala Mociulka, Teplîk
Mala Mociulka (în ucraineană Мала Мочулка) este localitatea de reședință a comunei Mala Mociulka din raionul Teplîk, regiunea Vinnița, Ucraina.

## Demografie
Componența lingvistică a localității Mala Mociulka
     Ucraineană (97,99%)
     Alte limbi (0,84%)
Conform recensământului din 2001, majoritatea populației localității Mala Mociulka era vorbitoare de ucraineană (97,99%), existând în minoritate și vorbitori de armeană (1,17%).